# 스톡홀름 통근 열차
스톡홀름 통근 열차(스웨덴어: Stockholms pendeltåg)는 스웨덴 스톡홀름주의 통근 열차이다. 대 스톡홀름 지역 교통(SL)에서 관리하며, 운영은 스웨덴 철도의 자회사 스톡홀름스토그에 위탁하였다. 노선은 국가 기관 반베르케트가 소유한다. SL이 소유하는 노선에 운행하는 열차에는 이 이름을 사용하지 않는다.

## 역사

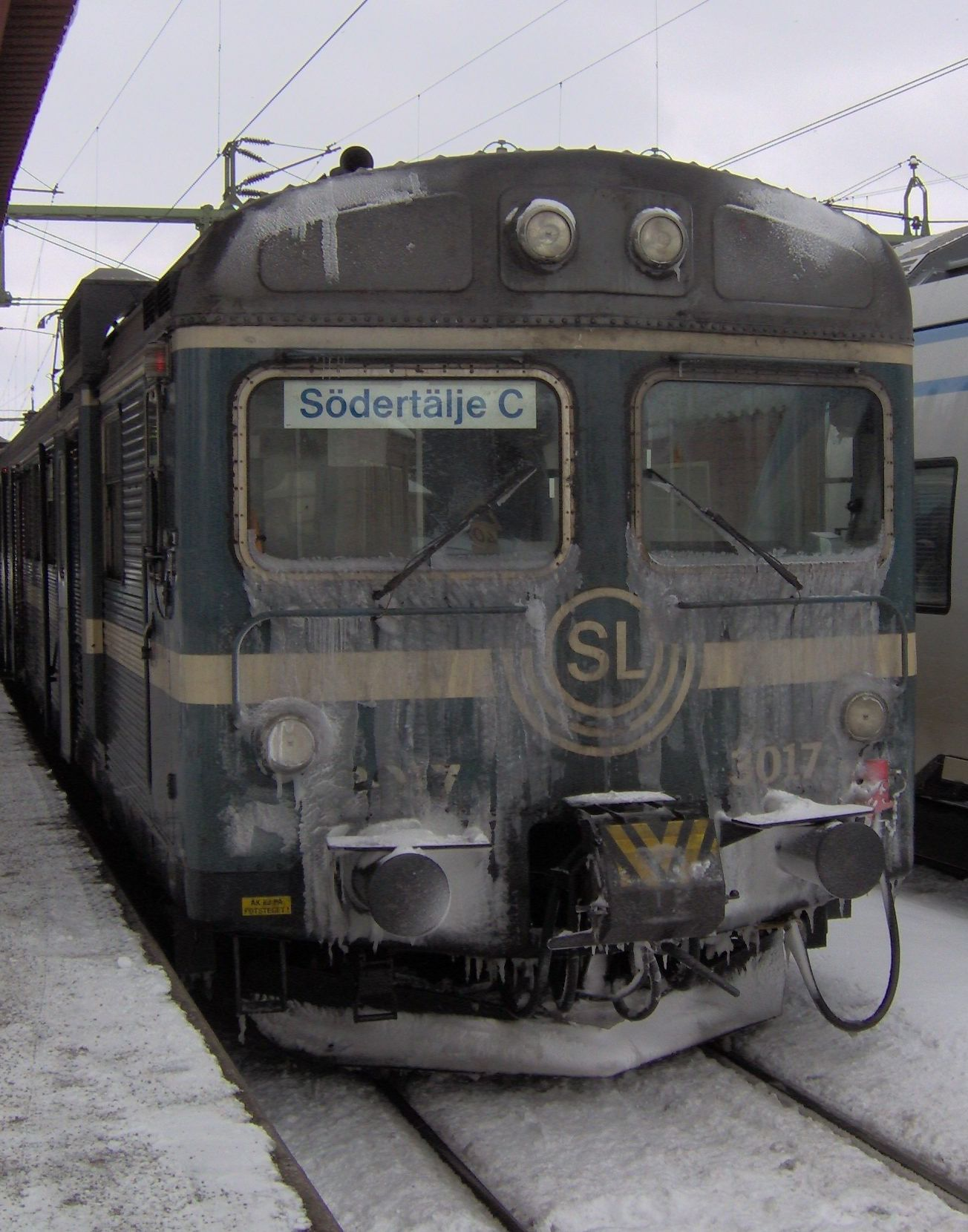
겨울철의 통근 열차 (X1)

스톡홀름에 철도가 개통된 것은 19세기 후반이며, 지역 열차는 오래전부터 SJ에서 운행하였다가 1968년 스톡홀름 주에 운영을 위탁하였다. 이후 스톡홀름 시내 교통과 동일 요금제를 적용하였다. 새로운 차량을 구입하고, 역을 개선하여 도시 철도의 모습을 갖추게 되었다.
1986년부터 1996년까지 스톡홀름 주변 철도 교통이 개선되었다. 단선 노선은 복선으로, 일부 복선은 복복선으로 개선되어 선로 용량이 증가하였다. 배차 간격도 점점 줄어들어 2001년부터는 대부분 역의 주간 배차 간격을 15분까지 줄였다. 마지막으로 개통한 구간은 쿵셍엔-볼스타 구간으로 2001년 개통하였고, 2006년 트베르 선과 연결을 위하여 중간역 오르스타베리 역이 개업하였다.
SL에서는 2000년부터 운영을 외부에 위탁하였고, 현재 운영사는 SJ AB이다.

## 노선
| 운행 계통 | 구간                               | 시간 | 거리   | 역 수 |
| --------- | ---------------------------------- | ---- | ------ | ----- |
| J35       | 볼스타 - 베스테르하닝에 - 뉘네스함 | 1:44 | 107 km | 27    |
| J36       | 메르스타 - 쇠데르텔리에 C          | 1:21 | 74 km  | 24    |
| J37       | 쇠데르텔리에 C - 그네스타          | 0:31 | 30 km  | 6     |
| 합계      | 합계                               | 합계 | 200 km | 50    |

운행 계통은 총 3가지 있다. 스톡홀름 도심으로 진입하는 노선은 J35/J36호선으로, 각각 서북부의 볼스타에서 남동부의 그네스타, 북부 메르스타에서 남서부 쇠데르텔리에를 연결한다. J37호선은 쇠데르텔리에와 그네스타를 연결하며, 총 거리는 200km이다.
베스테르하닝에 남쪽 승강장 길이와 단선 회차선 문제로 인하여 베스테르하닝에에서 환승해야 한다. 매일 오전 5시부터 다음날 오전 1시까지 야간 30분, 주간 15분 간격으로 운행하며, 출퇴근 시간에는 7분 30초, 도심에서는 4분까지 배차가 줄어든다. J35호선의 베스테르하닝에 이남과 J37호선은 배차 간격이 길어서 주말에는 2시간까지 늘어난다.
모든 열차는 전역 정차이나, 출퇴근 시간 일부 열차는 일부 역에 정차하지 않는다.

## 역
통근 열차가 운행하는 역은 총 50곳이며, 이 중 2곳은 스톡홀름 주 경계의 밖에 있다. 8곳은 장거리 열차로 환승할 수 있고, 3곳은 스톡홀름 지하철, 1곳은 트베르 선과 환승 가능하다. 일부 역은 지역 버스와의 환승 거점이다. 대부분 역은 지상에 섬식 승강장이 있는 형태이며, 출입구 1/2곳, 유인 매표소가 있다. 일부 환승역은 승강장이 여러 곳 있다. 베스테르하닝예와 쇠데르텔리에 남쪽의 역은 더 작으며, 매표소가 없어서 차내에서 승차권을 구입해야 한다.
가장 큰 역은 스톡홀름 센트랄 역으로, 1일 통근 이용객 약 5만 4천명이다. 장거리 열차나 도시 철도와의 환승 거점이다. 가장 작은 역은 헴포사 역으로 1일 이용객 약 75명이다. 2008년 기준 이용객이 많은 역은 다음과 같다.
| #   | 역              | 이용객 |
| --- | --------------- | ------ |
| 1.  | 스톡홀름 C      | 53,800 |
| 2.  | 스톡홀름 쇠드라 | 15,200 |
| 3.  | 엘브셰          | 11,700 |
| 4.  | 야콥스베리      | 10,300 |
| 5.  | 카를베리        | 10,000 |
| 6.  | 플레밍스베리    | 9,300  |
| 7.  | 순드뷔베리      | 7,800  |
| 8.  | 솔렌투나        | 7,200  |
| 9.  | 툼바            | 6,900  |
| 10. | 쇠데르텔리에 C  | 6,800  |

## 차량
운행 중인 차량은 1967년부터 1975년까지 생산된 X1, 1982년부터 1993년까지 생산된 X10, 2005년부터 반입된 X60 차량이 있다. X1과 X10 차량은 편성 길이가 50m이며, 서로 중련 운행이 가능하다. 주로 2-4편성이 중련으로 운행한다. X60 차량은 편성 길이가 107m이며, 최대 2중련까지 가능하다. X1은 최고 시속 120, X10은 140, X60은 160km까지 운행할 수 있다.
X60 발주 당시 일부 X1과 X10 편성의 퇴역으로 인한 차량 부족으로 2001년부터 2002년까지는 X20/X23 전동차, 2001년부터 2003년까지는 덴마크 DSB에서 대여한 Bn 객차, 2002년부터 2005년까지는 도이체 반에서 대여한 X420 전동차를 사용하였다. Bn 객차는 1970년대에 코펜하겐-헬싱외르 간 교통에 사용되었고, 외레순 대교가 개통되고 X31K가 반입되면서 용도가 폐기되어 SL에서 14량을 매입하였다.

## 추가 확장

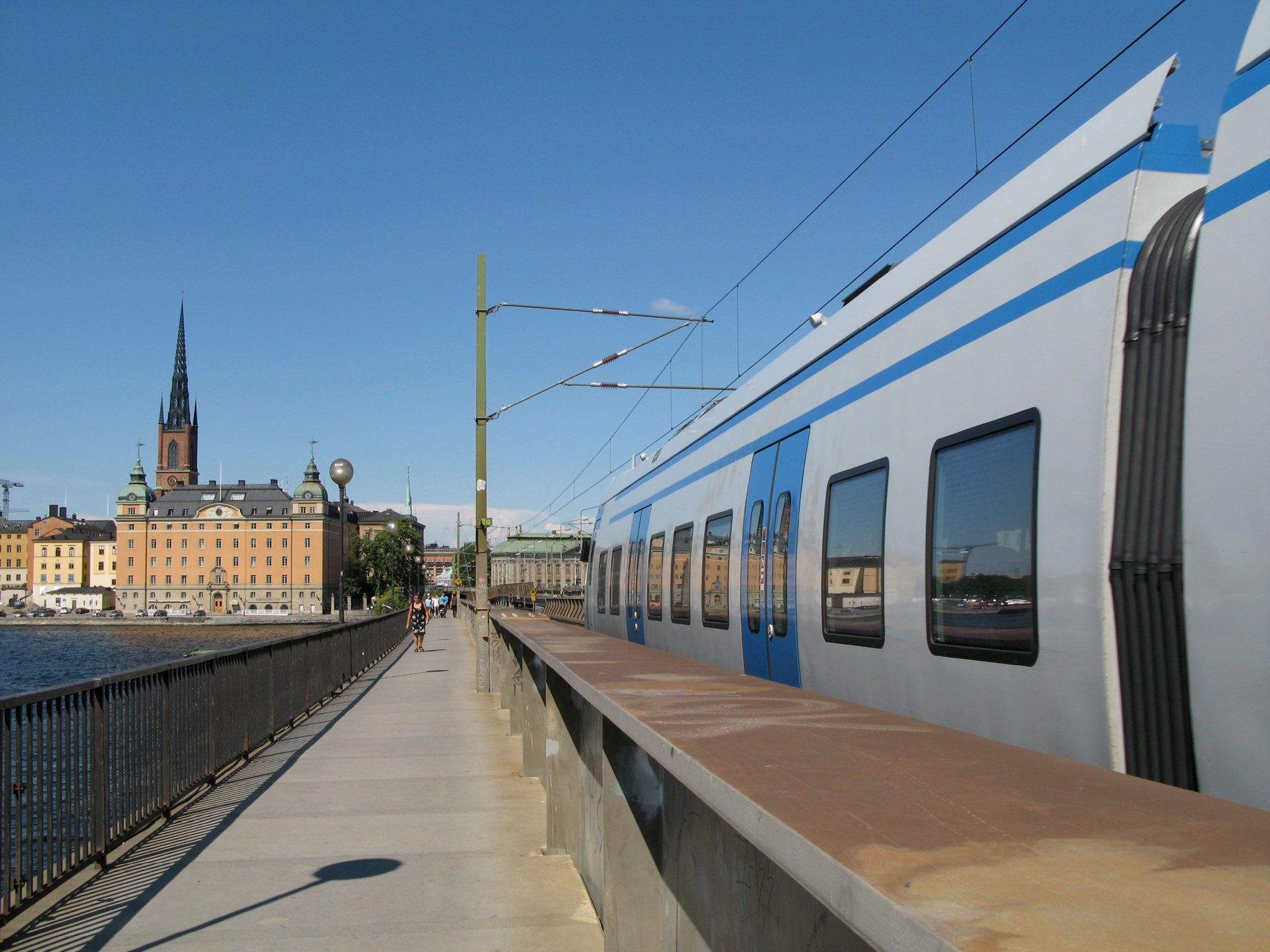
도심 노선을 지하로 이설할 예정이다

반베르케트에서는 스톡홀름 도심을 지하로 통과하는 노선 건설을 승인하였으며 2017년 개통 예정이다. 시티 선으로 알려진 새로운 터널은 통근 열차 전용으로, 장거리 열차와 노선을 분리하게 된다. 완공되면 도심 구간의 혼잡을 줄여 줄 수 있다. 시티 선의 건설은 2008년에 시작하였다. 통근 열차 이외에도 장거리 열차를 더 많이 운행할 수 있게 된다.